# Аноприенко, Сергей Михайлович
Сергей Михайлович Аноприенко (род. 24 ноября 1970) ― сенатор Российской Федерации (с 14 февраля 2025 года) от исполнительной власти Рязанской области. Член Комитета Совета Федерации по аграрно-продовольственной политике и природопользованию.

## Биография
Родился 24 ноября 1970 года в Новом Осколе Белгородской области.

В 1992 году окончил Московское высшее общевойсковое командное училище им. Верховного совета РСФСР, в 2011 году ― Российскую академию народного хозяйства и государственной службы при президенте РФ, в 2016 году ― аспирантуру Института менеджмента, экономики и инноваций (Москва).

До 2005 года работал в коммерческих структурах.

В 2005―2012 был заместителем начальника, начальником федерального казенного учреждения «Управление госэкспертизы и жилищного обеспечения МЧС России».

В 2012 году перешёл на работу в Федеральное агентство по управлению государственным имуществом (Росимущество), где возглавил управление имущества федеральных органов власти и организаций в сфере обороны и безопасности.

В 2017―2019  занимал пост заместителя руководителя Росимущества. Был назначен на пост 20 октября 2017 года. Курировал управление имущества федеральных органов власти и организаций в сфере обороны и безопасности, управление земельных отношений и управление имущества государственной казны.

С 30 сентября 2019 по 12 апреля 2021 года ― заместитель министра природных ресурсов и экологии РФ, руководитель Федерального агентства лесного хозяйства (Рослесхоз).
 
С 12 апреля 2021 по 25 февраля 2025 года занимал пост заместителя министра природных ресурсов и экологии РФ.

## Парламентская деятельность
С 2025 года ― сенатор РФ в Совете Федерации России, представитель от исполнительного органа государственной власти Рязанской области. Был наделён полномочиями 14 февраля 2025 года.

## Награды
- Почётная грамота Правительства Российской Федерации (2023)
- Медаль ордена «За заслуги перед Астраханской областью» (25 ноября 2024) — за эффективное содействие социально-экономическому развитию Астраханской области в сфере сохранения природных ресурсов и окружающей среды
- Действительный государственный советник РФ I класса (2024)[1]